# Bronchite aiguë
 Mise en garde médicale
La bronchite aiguë est une maladie caractérisée par une inflammation aigüe des bronches et des bronchioles.
Elle est souvent directement ou indirectement en rapport avec une infection (virale dans plus de 80 % des cas) et avec l'hémoptysie. Respirer de la fumée de tabac, de la poussière et plusieurs autres types de polluants de l'air exacerbe le risque de bronchite aiguë. 
Certains cas sont dus directement à une exposition à des niveaux élevés de pollution de l'air.
Le diagnostic de cette infection aiguë des voies respiratoires inférieures est clinique ; basé sur les signes et symptômes observés chez le patient. Chez le sujet sain, l'évolution est généralement favorable sans traitement. La couleur de l'expectoration (souvent verdâtre) n'indique pas si l'infection est virale ou bactérienne. La détermination de l'organisme en cause (virus ou bactérie) n'est généralement pas nécessaire. Le diagnostic différentiel élimine d'autres causes de symptômes similaires telles que l'asthme, la pneumonie, la bronchiolite, la bronchectasie et le MPOC,. Une radiographie du thorax peut être utile en cas de suspicion de pneumonie.
Respirer un air sain et donc ne pas fumer et éviter d’autres irritants pulmonaires diminue les risques de bronchite aiguë de même que le lavage correct et fréquent des mains (1 minute) et la vaccination antigrippale,. La bronchite aiguë implique le repos. Le paracétamol (acétaminophène) et/ou des AINS soulagent la fièvre ,. Les médicaments antitussifs (contre la toux) n'ont pas ou peu d'effets démontrés sur la bronchite, et ils ne sont pas recommandés chez les enfants de moins de six ans,. Le Salbutamol n'est pas efficace chez les enfants présentant une toux aiguë et en cas de voies respiratoires non-obstruées et peu de preuves d'utilité existent pour ce produit chez l'adulte en cas de respiration sifflante, ce médicament pouvant en outre induire de la nervosité et des tremblements chez le patient,. Généralement, aucun antibiotique n'est à prescrire ; inefficaces contre les virus et source d'antibiorésistance, ils sont à réserver aux surinfections bactériennes à risques. La seule exception est le cas de bronchite aiguë induite par une coqueluche. Des preuves, encore à renforcer, soutiennent que le miel et le Pélargonium peuvent soulager les symptômes.
La bronchite aiguë est l’une des maladies les plus courantes,. 5 % environ des adultes sont touchés et environ 6 % des enfants en sont victimes au moins une fois par an,. Elle survient plus souvent en hiver. Aux États-Unis, plus de 10 millions de personnes consultent un médecin chaque année pour cette maladie, dont environ 70% reçoivent des antibiotiques, la plupart du temps inutiles. Sur la base de preuves scientifiques, des efforts sont faits pour réduire l'utilisation d'antibiotiques dans la bronchite aiguë.

## Causes et facteurs de risques
La bronchite aiguë du sujet sain est une inflammation des bronches et des bronchioles d'évolution aiguë. Son origine directe ou indirecte est principalement virale, mais, surtout chez les enfants et adolescents, la pollution de l'air — extérieur et/ou intérieur (empoussièrement, tabagisme...) — est un facteur causal et/ou aggravant. Dans plus de 90 % des cas, une infection virale est en cause (virus pouvant se propager par voie aérienne via la respiration, la toux, l'éternuement, ou peut-être aussi par contact d'objets contaminés). Les bactéries, telles que Mycoplasma pneumoniae ou Bordetella pertussis, sont rarement en cause,.

### Virus
Les virus en cause peuvent être les Myxovirus (dont les virus de la grippe), le virus respiratoire syncytial (VRS), les adénovirus ou les Rhinovirus. Les Coronavirus (chez l'adulte), le virus de la rougeole, les Herpes simplex virus (chez l'adulte) ou le virus de la varicelle (chez l'enfant) sont moins souvent impliqués. 

### Bactéries
Les bactéries en sont très rarement la cause chez le sujet sain. Quand c'est le cas, elles peuvent être Streptococcus pneumoniae, Haemophilus influenzae et Moraxella catarrhalis. Mycoplasma pneumoniae, Chlamydia pneumoniae et Bordetella pertussis sont plus rarement mises en cause.
Chez le sujet atteint de bronchopneumopathie chronique obstructive (BPCO), l'écologie bactérienne mise en cause implique les Entérobactéries, Staphylococcus aureus, Pseudomonas aeruginosa et Acinetobacter.

### Qualité de l'air, âge et saison
Le risque de bronchite aiguë (devenue l'une des principales causes de la morbidité infantile) augmente en zone d'air pollué, mais varie aussi saisonnièrement et selon l'âge. 
Une étude a montré en 2018 (sur des bases météorologiques et de statistiques d'hospitalisation, pour la ville chinoise de Hefei) qu'à proximité des flux de circulation, en tenant compte des autres facteurs de risques connus, la pollution de l'air exacerbe le plus le risque de bronchite aiguë chez les enfants d'âge préscolaire, et surtout en  saison froide. Les facteurs de risques sont pour l'air une augmentation des taux de dioxyde d'azote, des particules inférieures à 2,5 µm et de monoxyde de carbone, avec des effets cumulatifs constatés sur au moins 4 jours. Curieusement, les chercheurs précisent : dans ce cas, aucune corrélation significative n'a été trouvée avec la saison chaude ; et les 6-14 ans se montrent encore plus vulnérables aux polluants atmosphériques que les 1-5 ans, et cela quel que soit leur sexe.

## Incubation
La durée d'incubation varie de quelques jours en cas d'infection virale, à plusieurs semaines en cas d'infection bactérienne.

## Clinique
Les signes cliniques de la bronchite aiguë comprennent une toux souvent sèche au début, des douleurs thoraciques à type de brûlure, une expectoration (crachat) muqueuse ou purulente, des râles bronchiques à l'auscultation et une fièvre inconstante. La toux est parfois précédée pendant quelques jours par des signes d'atteinte des voies aériennes
supérieures. Chez le patient BPCO, on peut noter un freinage bronchique et une dyspnée, une fièvre élevée ou persistante au-delà de 4 jours doit faire rechercher un foyer de pneumopathie. 
L'auscultation pulmonaire est normale ou peut montrer quelques râles bronchiques.
L'évolution chez le sujet sain est le plus souvent spontanément favorable en 10 jours, la toux pouvant parfois persister plus longtemps. L'apparition d'une expectoration purulente chez le sujet sain n'est pas en rapport avec une origine bactérienne, c'est uniquement la traduction d'une nécrose de l'épithélium, non spécifique.

## Diagnostic
Le diagnostic d'une bronchite aiguë du sujet sain est clinique et ne nécessite pas d'examens complémentaires. Il faut cependant différencier la bronchite aiguë d'une pneumonie, d'une otite moyenne aiguë (chez l'enfant) ou d'une exacerbation de bronchite chronique, et rechercher des comorbidités qui peuvent faire modifier l'attitude thérapeutique. 
Une fièvre supérieure à 38,5 °C pendant plus de 3 jours de suite doit faire reconsidérer le diagnostic, chez l'enfant comme chez l'adulte. Il en est de même si la toux persiste plus de 10 jours chez l'enfant. Chez l'adulte, si la toux persiste plusieurs semaines (typiquement plus de 3 semaines), le diagnostic de coqueluche est à évoquer.

## Traitement
Le traitement de la bronchite aiguë est symptomatique. L'abstention de toute prescription d'antibiotique est la règle chez le sujet sain, son intérêt n'étant pas démontré sur l'évolution ou la survenue de complications. La prescription d'anti-inflammatoire non stéroïdien ou de corticoïde n'est pas justifiée chez le sujet sain. Des séances de kinésithérapie respiratoire sont parfois prescrites, notamment chez la personne âgée, dans le but de soulager les symptômes. La persistance d'une toux et d'une expectoration purulente au-delà d'un mois doit faire envisager des examens complémentaires.  

## Épidémiologie
Dans les pays industrialisés, l'incidence (proportion de survenue dans la population) de la bronchite aiguë est estimée entre 2 et 18 % par an. En France, il y aurait 10 millions de bronchites aiguës chaque année, ce qui représente une incidence de 16 à 17 % par an.